# 14號國道 (南非)
14號國道（N14）是南非一條幹線公路，起自首都比勒陀利亞，橫貫南非北部，至西北部北開普省的斯普林博克止。全長1104公里。